# آلفين سوين ديكسون
آلفين سوين ديكسون (بالإنجليزية: Alvin S Dixon)‏ هو لاعب كرة قدم ليبيري في مركز الدفاع، ولد في 15 مارس 1993 في مونروفيا في ليبيريا. شارك مع منتخب ليبيريا لكرة القدم. أما مع النوادي، فقد لعب مع نادي لاو تويوتا ونادي مؤسسة سفينة ليبيريا للتسجيل ونادي هبوعيل نوف هجليل.

## وصلات خارجية
- آلفين سوين ديكسون على موقع قاعدة بيانات كرة القدم.إي يو (الإنجليزية)
- آلفين سوين ديكسون على موقع Soccerway.com (الإنجليزية)